# Città di Playford
La città di Playford è una Local Government Area che si trova in Australia Meridionale. Essa si estende su una superficie di 344,9 chilometri quadrati e ha una popolazione di 77.469 abitanti. La sede del consiglio si trova a Elizabeth.